# Смирнов, Алексей Сергеевич (хоккеист)
Алексей Сергеевич Смирнов (род. 28 января 1982, Калинин) — российский хоккеист, правый нападающий.

## Биография
С 1997 года выступал в дубле московских динамовцев. В высшем дивизионе дебютировал в сезоне 1999/00 в составе «Динамо» единственной игрой. В сезоне 2000/01 провёл 29 игр. Следующий сезон отыграл в ЦСКА.
Следующие три года выступал за «Анахайм Дакс» и аффилированную команду из Цинциннати: 56 игр в НХЛ и 141 игра в АХЛ.
Сезон 2005/06 провёл в омском «Авангарде».
На сезон 2006/07 снова уехал за океан — в клуб ECHL «Лонг-Бич Айс Догз».
Вернувшись в российский чемпионат, играл в Подольске, Воскресенске, Тюмени.
В сезоне 2008/09 выступал в первом сезоне КХЛ в составе воскресенского «Химика».
Провёл 55 игр, набрав 15+7 очков.
Несколько сезонов провёл в ВХЛ в составе «Твери», «Тороса», «Бурана» и «Южного Урала».
В сезоне 2013/14 выступал в чемпионате Казахстана, проведя 22 игры за «Алматы». Сезон 2014/15 выступал в чемпионате Белоруссии.

## Достижения
- — Серебряный призёр (2000) чемпионата мира среди юниоров (U18)
- — Чемпион России (2000)
- — Чемпион ВХЛ (2012)